# 阿党镇
阿党镇，是中华人民共和国陕西省延安市黄陵县下辖的一个乡镇级行政单位。

## 行政区划
阿党镇下辖以下地区：
阿党村、唐呼村、丁村、康村、麦地角村、新村、寨头河村、河地村、梁河村、葡萄寨村、龚原村、咀头村、太贤村、奎张村、北村、南村、四圣村、瓦梧村、程村、备村、姜林沟村、安子头村和杏树咀村。